# Криве (озеро)
Криве́ — заплавне озеро в лівій заплаві річки Дніпро в межах Черкаського району Черкаської області України. Розташоване на території ландшафтного заказника Тарасів Обрій. 
Озеро розташоване на південно-західній околиці села Ліпляве, між селом та Каневом. Лівий берег вкритий сосновими лісами, правий зайнятий луками. Має стік через 2 протоки в південній частині. Одна широка і проходить від південного краю озера на південний схід, друга, вузька, повертає на південний захід. Раніше озеро на півночі з'єднувалось з затокою-плесом Дніпра, яка тягнеться нині біля західної околиці села Ліпляве. З будівництвом греблі, по якій проходить автодорога та закинута залізниця від села до Канева, північна частина озера була відокремлена.
Водойма має видовжену форму з півночі на південь з декількома вигинами. Довжина становить 4 км, а ширина коливається від 50 до 130 м. На озері знаходяться декілька низинних островів та багато мілин, які в період паводків на Дніпрі затоплюються. Південна частина часто заростає очеретом. Глибина озера коливається від 0,5 до 1,5 м. Рівень води коливається протягом доби через роботу Канівської ГЕС.
Має важливе значення для нересту риб. Озеро використовується для відпочинку мешканцями Канева та для риболовлі.

## Галерея

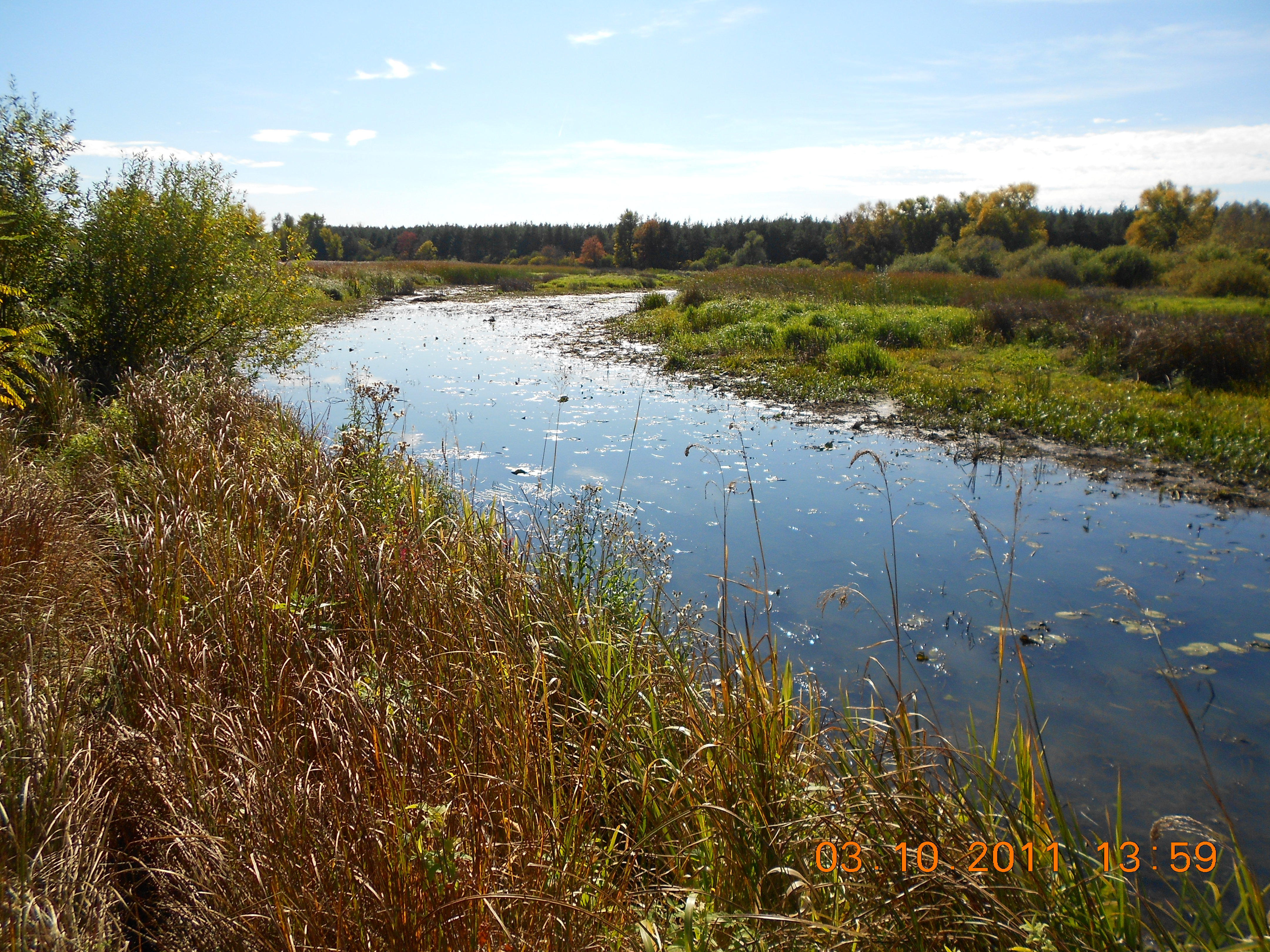
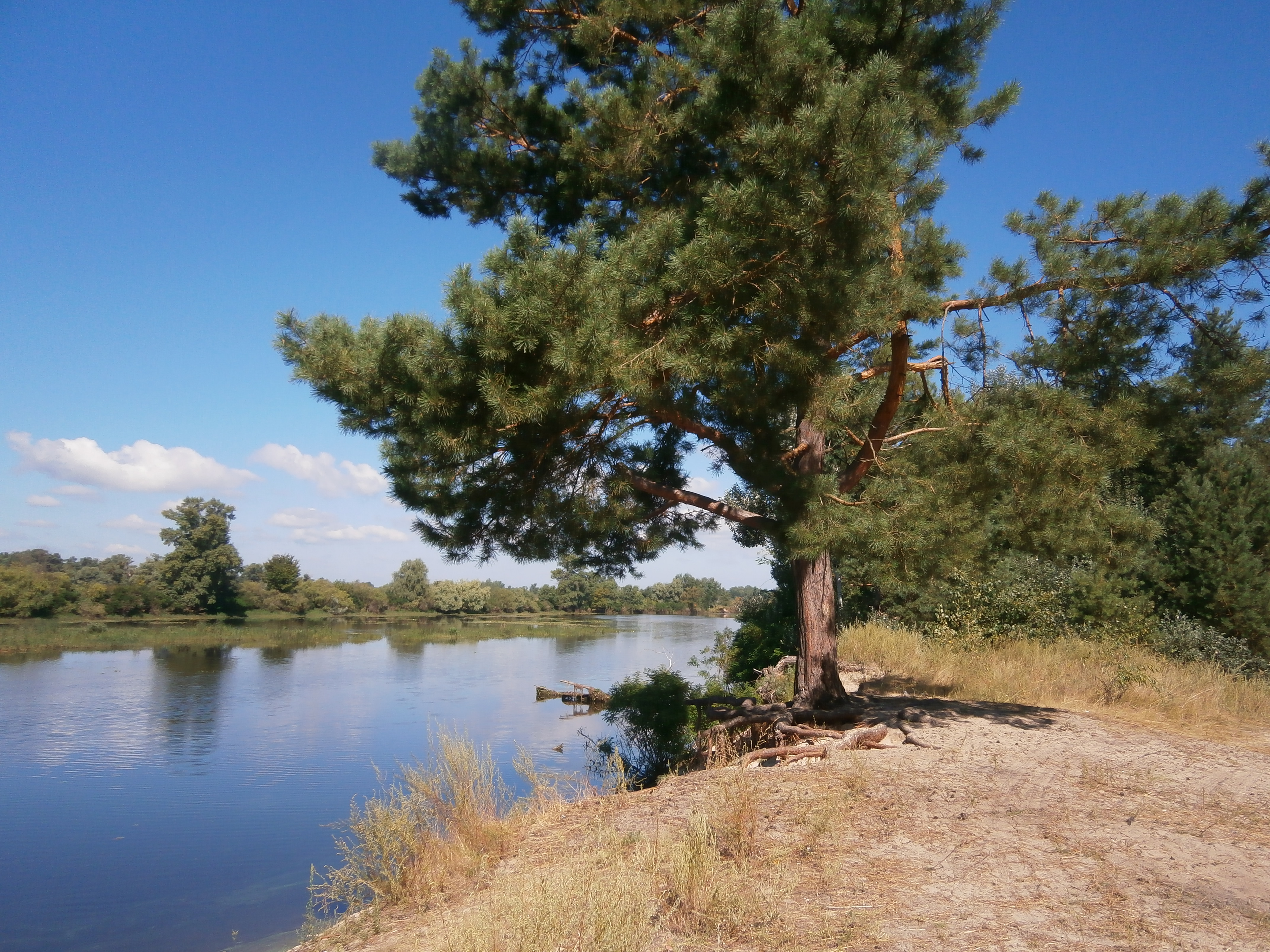
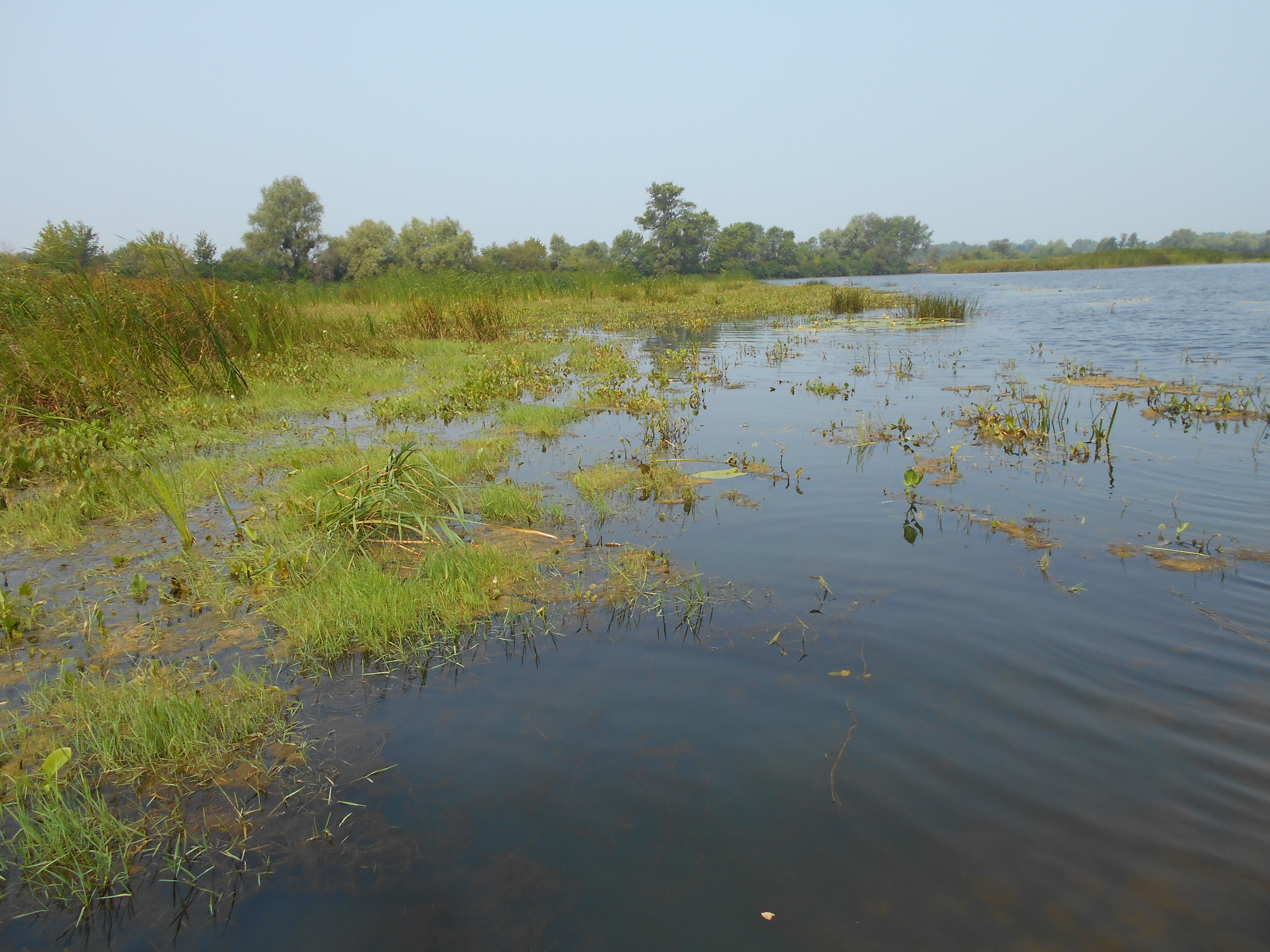
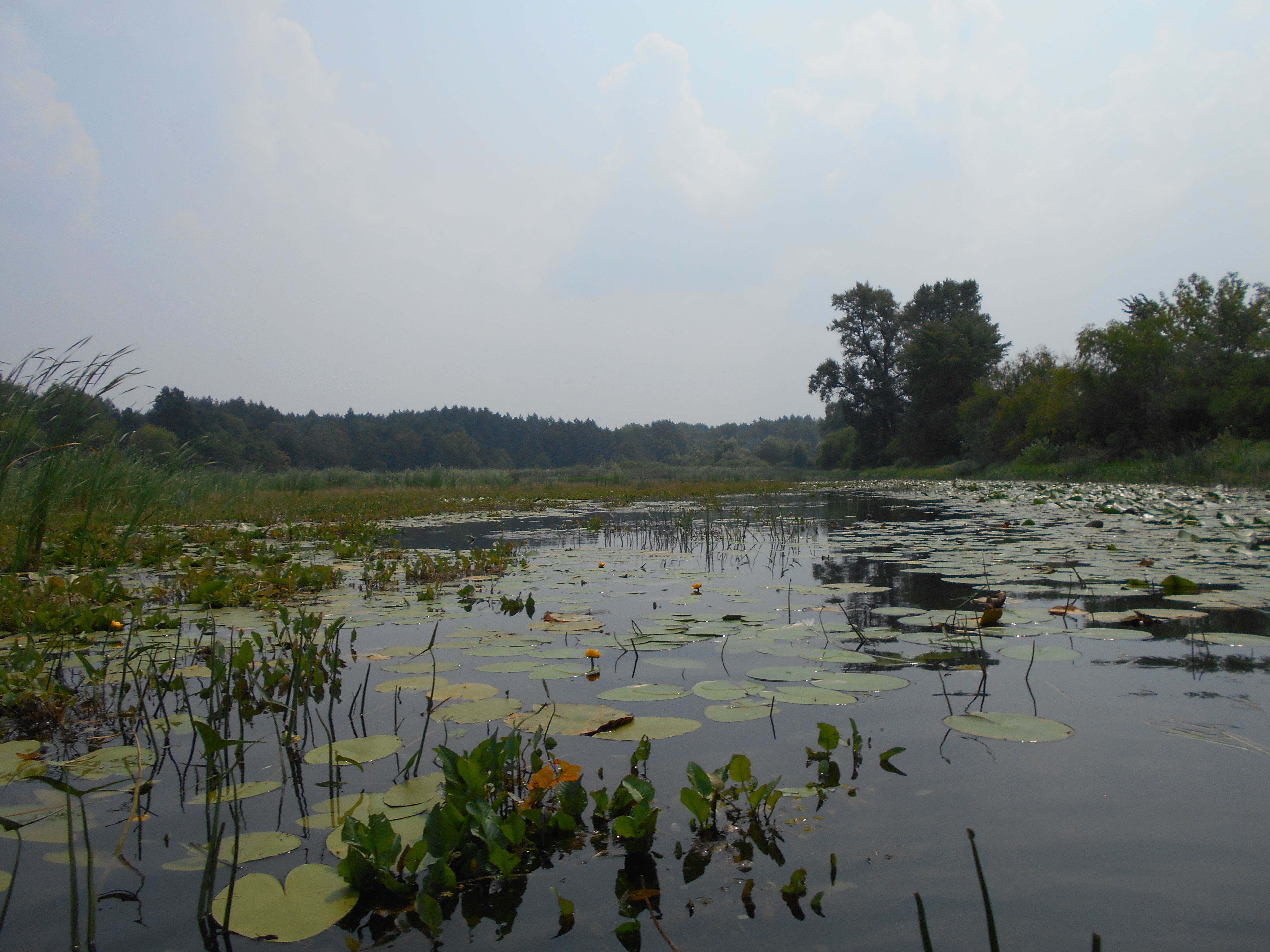

| {{{alt}}} | Це незавершена стаття про Канівський район. Ви можете допомогти проєкту, виправивши або дописавши її. |